# Sarrance
Sarrance – miejscowość i gmina we Francji, w regionie Nowa Akwitania, w departamencie Pireneje Atlantyckie.
Według danych na rok 1990 gminę zamieszkiwało 228 osób, a gęstość zaludnienia wynosiła 5 osób/km² (wśród 2290 gmin Akwitanii Sarrance plasuje się na 949. miejscu pod względem liczby ludności, natomiast pod względem powierzchni na miejscu 147.).